# 2010년 동계 올림픽 크로스컨트리 여자 30km 클래식
2010년 동계 올림픽 2010년 동계 올림픽 크로스컨트리 여자 30km 클래식은 휘슬러 올림픽 공원에서 PST 기준으로 2010년 2월 27일에 열린다. 2005년에 열린 FIS 세계 노르딕 스키 선수권대회 및 2006년에 열린토리노 동계 올림픽 때부터 '집단 출발' 방식으로 진행되었다.
이번 대회 때도 집단 출발로 열리며 모든 선수들은 동시에 출발하게 된다.

## 결과
- 결과가 나오는 대로 추가함.